# Sanjay Leela Bhansali
Pour les articles homonymes, voir Leela (homonymie).
Sanjay Leela Bhansali est un réalisateur, scénariste et producteur indien né le 24 février 1963 à Mumbai. On lui doit notamment les films Devdas (2002) et Black (2005).
Dans un film de Sanjay Leela Bhansali, les images et la musique sont intimement liées, créant ainsi une atmosphère particulière, une identité forte. Sanjay Leela Bhansali reconnaît lui-même ne commencer la réalisation d’un film qu’après avoir complètement défini un univers musical. Une autre particularité du travail de Sanjay Leela Bhansali est de s’isoler du public durant le processus de création d’un film, une méthode attribuée également à Guru Dutt dont il est un fervent admirateur.
Il inscrit certains de ces films comme de véritables classiques dans le cinéma indien.

## Carrière
Sanjay Leela Bhansali fait ses premiers pas dans l’industrie cinématographique en 1989. Il est alors chargé de concevoir les parties musicales du film Parinda (The Pigeon). En 1993, il retrouve la même fonction plus celle de scénariste pour 1942: A Love Story. Fort de ces deux premières expériences, il réalise son premier film en 1996, Khamoshi : The Musical, qui relate la vie d’une chanteuse dont les parents sont sourds et muets et qui désire ardemment leur faire partager sa passion. L’histoire développée dans Khamoshi : The musical est trop éloignée des thèmes standards des films de Bollywood pour parvenir à attirer un large public. En 1997, Sanjay Leela Bhansali participe à l’élaboration de Kareeb avant d’entamer l’année suivante la réalisation de Hum Dil De Chuke Sanam, l’histoire d’une jeune femme contrainte d’abandonner l’homme qu’elle aime pour en épouser un autre, choisi par sa famille. Récompensé par cinq Filmfare Awards, Hum Dil De Chuke Sanam est une grande réussite qui permet à son auteur de se lancer dans un projet ambitieux, une nouvelle adaptation du roman de Saratchandra Chattopadhayay, Devdas. La distribution comprend le déjà très populaire Shahrukh Khan, Aishwarya Rai (qui remplace Kareena Kapoor à qui Bhansali avait dans un premier temps promis le rôle) et Madhuri Dixit, choisie pour sa parfaite maîtrise des danses classiques. Dès sa sortie, le succès de Devdas est immense et dépasse rapidement les frontières de l’Inde. Le film est présenté lors du festival de Cannes en présence du réalisateur et des principaux acteurs et est sélectionné pour les Oscars.
Sanjay Leela Bhansali se lance ensuite dans la préparation de Bajirao Mastani, un film basé sur une histoire vraie, la liaison entre Peshwa Bajirao et Mastani, une très jolie princesse . Le projet est mis de côté quand Amitabh Bachchan, désireux de tourner avec Bhansali après avoir vu Devdas, parvient à se rendre disponible. Le réalisateur offre à l’acteur un rôle poignant dans Black, un film inspiré par la vie d'Helen Keller, dans lequel apparaît également Rani Mukherjee. Black est totalement atypique si on le compare aux films standardisés produits par Bollywood. C’est néanmoins un grand succès unanimement salué par le public et par les critiques.
Fin 2005, Sanjay Leela Bhansali peut à nouveau se consacrer à Bajirao Mastani. Après avoir successivement pensé à Aishwarya Rai puis à Kareena Kapoor, il confie le rôle de Mastani à une débutante, Shivani Kapoor et celui de Bajirao à Salman Khan, déjà présent dans les deux premiers films du réalisateur. Le projet est cependant ajourné au profit de Saawariya, un film inspiré du roman Les nuits blanches de Fiodor Dostoïevski. Ranbir Kapoor, fils de Rishi Kapoor et Sonam Kapoor, fille d'Anil Kapoor, y font leurs débuts.
En 2010, sort Guzaarish, avec Hrithik Roshan et Aishwarya Rai, qui traite de la question de l'euthanasie au travers de la vie d'un magicien devenu paraplégique. Mais le public ne suit pas et les critiques sont réservés : tout en reconnaissant la qualité de la réalisation, des décors et de l'interprétation, ils déplorent la froideur et le sentiment d'irréalité que dégage le film. Cet échec relatif conduit Sanjay Leela Bhansali à s'éloigner des plateaux de tournages pendant trois ans pour se consacrer à la production : My Friend Pinto de Dar Raaghav, Shirin Farhad Ki Toh Nikal Padi de Bela Bhansali Sehgal et Rowdy Rathore de Prabhu Deva.
En 2013, Bhansali revient à la réalisation avec Ram-Leela, adaptation de Roméo et Juliette de Shakespeare. Situé au Gujarat, c'est un film plein d'énergie, de couleur et de violence qui attire un large public et recueille l'assentiment de la majorité des critiques indiens. Deepika Padukone et Ranveer Singh en tiennent les rôles principaux et sont salués pour leur complicité à l'écran. Tous deux sont respectivement nommés comme meilleure actrice et meilleur acteur aux Filmware Awards 2014. 
En 2015, après 15 ans de préparation, Bajirao Mastani voit finalement le jour. Les rôles principaux sont repris par Deepika Padukone et Ranveer Singh, déjà présents dans Ram-Leela puis de nouveau dans Padmaavat. Deepika Padukone y interprète la reine légendaire Padmavati aux côtés de Shahid Kapoor, dans le rôle du maharaja son époux,et de Ranveer Singh dans celui du sultan Jalal ud-Din Khalji. Ce dernier livre au maharaja une guerre sans merci et victorieuse afin de lui ravir sa femme qui s’immole en pratiquant le jauhar afin de sauver son honneur. Cependant, alléguant le non-respect scrupuleux de la légende, des adeptes de l'hindudva lancent une polémique qui va jusqu'à des menaces de mort et la sortie prévue en 2017 est reportée en 2018.

## Filmographie

### Réalisateur et scénariste
- 1996 : Khamoshi: The Musical
- 1999 : Hum Dil De Chuke Sanam, également producteur
- 2002 : Devdas
- 2005 : Black, également producteur
- 2007 : Saawariya, également producteur
- 2010 : Guzaarish, également producteur et compositeur
- 2013 : Ram-Leela, également producteur et compositeur
- 2015 : Bajirao Mastani, également producteur et compositeur
- 2018 : Padmaavat, également producteur et compositeur
- 2022 : Gangubai Kathiawadi
- 2024 : Heeramandi : Les diamants de la cour (série télévisée)

### Autres fonctions
- 1989 : Parinda (The Pigeon), de Vidhu Vinod Chopra : codirecteur musical (chansons)
- 1993 : 1942: A Love Story, de Vidhu Vinod Chopra : codirecteur musical (chansons) et scénariste
- 1998 : Kareeb, de Vidhu Vinod Chopra : codirecteur musical (chansons)
- 2011 : My Friend Pinto de Dar Raaghav : producteur
- 2012 : Shirin Farhad Ki Toh Nikal Padi de Bela Bhansali Sehgal : producteur
- 2012 : Rowdy Rathore de Prabhu Deva : producteur

## Récompenses
- Filmfare Awards
  - 1997 : Meilleur film pour Khamoshi: The musical (attribué par les critiques)
  - 2000 : Meilleur réalisateur pour Hum Dil De Chuke Sanam, meilleur film pour Hum Dil De Chuke Sanam
  - 2003 : Meilleur réalisateur pour Devdas
  - 2006 : Black a obtenu 11 récompenses dont celles du meilleur réalisateur et du meilleur film (critiques et public)